# DN21
DN21 este un drum național din România, care leagă Brăila de Călărași, traversând estul Câmpiei Bărăganului. Șoseaua trece prin Slobozia, se intersectează cu autostrada A2 lângă Drajna Nouă, și, după ce traversează Călărașiul, se termină în DN3.